# 8747 Asahi
8747 Asahi (1998 FS73) là một tiểu hành tinh vành đai chính được phát hiện ngày 24 tháng 3 năm 1998 bởi T. Okuni ở Nanyo.